# Maria João Mira
Maria João Mira es una escritora y guionista portuguesa de telenovelas para Televisão Independente. Además, fue la primera directora de Casa da Criação, una empresa que creó la productora Nicolau Breyner Produções en 2001, y que se dedicaba a la creación y comercialización de guiones destinados al mercado televisivo. Su hijo, André Ramalho, también es guionista.

## Obras
- Sonhos Traídos (2002).
- Saber Amar (2003).
- O Teu Olhar (2003–2004).
- Queridas Feras (2003–2004).
- Morangos com Açúcar (2003–2005).
- Mistura Fina (2004–2005).
- Fala-me de Amor (2006).
- Ilha dos Amores (2007).
- Flor do Mar (2008–2009).
- Anjo Meu (2011–2012).
- Doida Por Ti (2012–2013).